# Bürgermeisterei Wahlscheid
Die Bürgermeisterei Wahlscheid war eine von zunächst neun preußischen Bürgermeistereien, in die sich der 1816 gebildete Kreis Siegburg im Regierungsbezirk Köln verwaltungsmäßig gliederte. 1822 kam die Bürgermeisterei Wahlscheid zur damals neu gebildeten Rheinprovinz. Der Verwaltungsbezirk der Bürgermeisterei umfasste rund 100 Dörfer, Weiler und einzelne Gehöfte. Die von der Bürgermeisterei verwaltete Landgemeinde Wahlscheid war mit dieser gebietsgleich.
Der Sitz des Bürgermeisteramtes war bis 1924 im Ort Münchhof, der Sitz der Amtskasse im Ort Auelerhof.
Nach dem Ersten Weltkrieg wurde die Bürgermeisterei von alliierten Soldaten besetzt. Diese blieben bis zum 29. Januar 1926.
1927 wurden alle Landbürgermeistereien in der Rheinprovinz in „Amt“ umbenannt, das Amt Wahlscheid bestand bis in 1934, als die Gemeinde Wahlscheid mit demselben Gebietsstand wie 1815 eine amtsfreie Gemeinde wurde. Diese wurde 1969 nach Lohmar eingemeindet.

## Zugehörige Ortschaften
Zur Bürgermeisterei bzw. zur Gemeinde gehörten folgende Ortschaften, Einwohnerzahlen 1885:
| Ortschaft     | Einwohner |
| Agger         | 11        |
| Aggerhof      | 91        |
| Aggerhütte    | 14        |
| Aggersteg     | 3         |
| Alfenhard     | 6         |
| Auelchen      | 4         |
| Auelerhof     | 131       |
| Aurora        | 7         |
| Bachermühle   | 9         |
| Bergagger     | 13        |
| Birken        | 44        |
| Bloch         | 25        |
| Bombach       | 24        |
| Breideneichen | 34        |
| Broich        | 7         |
| Büchel        | 45        |
| Dachskuhl     | 6         |
| Dorpmühle     | 10        |
| Durbusch      | 20        |
| Emmersbach    | 6         |
| Fließengarten | 6         |
| Frackenpohl   | 20        |
| Grünagger     | 6         |
| Grünenborn    | 19        |
| Hähngen       | 8         |
| Hasenberg     | 6         |
| Haus Auel     | 2         |
| Hausdorp      | 36        |
| Hausen        | 45        |
| Heide         | 40        |
| Heiden        | 26        |
| Helten        | 7         |

| Ortschaft       | Einwohner |
| Höffen          | 15        |
| Höfferhof       | 17        |
| Hohn (Weiler)   | 24        |
| Hohn (Gehöft)   | 3         |
| Höhnchen        | 8         |
| Hohnenberg      | 17        |
| Holl            | 29        |
| Honrath         | 54        |
| Honsbach        | 62        |
| Honsbachermühle | 17        |
| Hortensia       | 3         |
| Hoven           | 48        |
| Ingersauel      | 53        |
| Jexmühle        | 5         |
| Jüchen          | 1         |
| Katharinenbach  | 8         |
| Kattwinkel      | 11        |
| Kern            | 36        |
| Kirchbach       | 3         |
| Klause          | 2         |
| Klefhaus        | 52        |
| Kleinhecken     | 27        |
| Krebsauel       | 8         |
| Kreuznaaf       | 28        |
| Kuckenbach      | 29        |
| Linden          | 35        |
| Mackenbach      | 67        |
| Mailahn         | 16        |
| Meinenbroich    | 13        |
| Müllerhof       | 47        |
| Münchhof        | 41        |
| Naaf            | 17        |

| Ortschaft      | Einwohner |
| Naafmühle      | 7         |
| Neuemühle      | 9         |
| Neuenhof       | 7         |
| Neuheim        | 9         |
| Neuhonrath     | 24        |
| Oberdahlhaus   | 103       |
| Oberhaus       | 41        |
| Oberstebach    | 22        |
| Oberstehöhe    | 33        |
| Oberstesiefen  | 18        |
| Peisel         | 7         |
| Rosauel        | 12        |
| Rothehöhe      | 39        |
| Röttgen        | 8         |
| Saal           | 14        |
| Schachenauel   | 120       |
| Scheid         | 74        |
| Schiefelbusch  | 16        |
| Schlehecken    | 3         |
| Schönenberg    | 55        |
| Steeghäuschen  | 6         |
| Stöcken        | 18        |
| Stolzenbach    | 12        |
| Stumpf         | 18        |
| Turnisauel     | 10        |
| Unterdahlhaus  | 33        |
| Unterstesiefen | 14        |
| Wahlscheid     | 29        |
| Weeg           | 52        |
| Wickuhl        | 35        |
| Windlöck       | 9         |

## Statistiken
Nach der Topographisch-Statistischen Beschreibung der Königlich Preußischen Rheinprovinzen aus dem Jahr 1830 gehörten zur Bürgermeisterei Wahlscheid 71 Weiler und Höfe sowie zwei Rittersitze, weiterhin vier Kirchen und Kapellen, acht öffentliche Gebäude, 333 Privatwohnhäuser sowie sieben Mühlen und ein Eisenhammer. Im Jahr 1816 wurden insgesamt 1903 Einwohner gezählt, 1828 waren es 2366 Einwohner darunter 1171 männliche und 1195 weibliche; 1656 Einwohner gehörten dem evangelischen und 710 dem katholischen Glauben an.
Weitere Details entstammen dem Gemeindelexikon für das Königreich Preußen aus dem Jahr 1885, das auf den Ergebnissen der Volkszählung vom 1. Dezember 1885 basiert. Im Verwaltungsgebiet der Bürgermeisterei Wahlscheid lebten insgesamt 2394 Einwohner in 97 Weilern und Einzelhöfen bzw. 513 Häusern; 1199 der Einwohner waren männlich und 1195 weiblich. Die 1810 evangelischen Einwohner gehörten zu den Pfarrkirchen in Wahlscheid und Hohnrath, die 583 Katholiken zur Pfarrkirche in Neuhohnrath.